# Chris Bay
Chris Bay, né en 1968, est un guitariste et chanteur allemand, principalement connu pour être le fondateur du groupe de power metal Freedom Call.

## Jeunesse
Chris Bay prend des leçons de guitare dès l'âge de 7 ans, puis apprend le solfège à 10 ans, en même temps que le piano.
Il donna son premier concert trois ans plus tard, avec des amis d'école, avant de commencer à chanter à l'âge de 19 ans.

## Carrière Professionnelle
Durant les années 90, il joue dans plusieurs groupes, dont le groupe de reprises Lanzer, dont il est membre depuis 1992.
Il commença à écrire des morceaux dans le groupe Moon`Doc de 1993 à 1996, puis dans le groupe Freedom Call depuis 1998, qu'il créa avec son ami batteur, Dan Zimmermann, qui fut également membre de Lanzer de 1993 à 1995.
De nature souriant et optimiste, il apporte beaucoup de sa personnalité dans ses morceaux et durant les concerts, d'où le terme de "Happy Metal" qui est souvent employé pour décrire le style de Freedom Call.